# 強壯穗肩䲁
強壯穗肩䲁（學名：Cirripectes viriosus），又稱強壯項鬚䲁，為輻鰭魚綱鳚形目䲁科穗肩䲁屬的一種，分布於中西太平洋菲律賓巴丹群島海域，深度0至10公尺，本魚體呈長橢圓形且側扁，下唇內側光滑，外側有褶皺，上唇小圓齒48-53顆，鰓耙23-30，眶上11-12觸鬚，鼻10-17觸鬚，頸項40-44觸鬚，全身無鱗片，整體呈褐色，眼睛下方有白色斑點，後面有黑色斑點，身體有寬闊的不規則條紋，呈淺灰色或棕色，後部有棕色斑點，背鰭膜與尾鰭相連，最後一根棘刺上方有深凹口，第一棘刺與第二棘刺相等，背鰭硬棘12枚、背鰭軟條16枚、臀鰭硬棘2枚、臀鰭軟條17枚，體長可達11.5公分，棲息在岩礁湧浪區，以藻類及小型無脊椎動物為食，通常躲在洞穴，一旦遇危險時以倒游方式躲入小洞穴中，僅露出頭部注視敵人，具領域性，幼魚為浮游性，雌魚產附著性卵，雄魚有護卵行為。